# Gizem Emre
Gizem Emre (Berlino, 19 aprile 1995) è un'attrice tedesca.

## Biografia
Gizem cresce nel quartiere Kreuzberg, ha iniziato a recitare all'età di 17 anni e fa il suo debutto come attrice nel 2013 nel film "Trinken oder Ausziehen".
Ha ottenuto notorietà per il ruolo in Fuck you, prof!, 2, 3 e per il ruolo di Dana Gerkhan in Squadra Speciale Cobra 11.

## Filmografia parziale
- Fuck you, prof! (Fack ju Göhte), regia di Bora Dağtekin (2013)
- Squadra Speciale Cobra 11 (Alarm für Cobra 11 – Die Autobahnpolizei) - serie TV, (2014-in corso)
- Fuck you, prof! 2 (Fack ju Göhte 2), regia di Bora Dağtekin (2015)
- Fuck you, prof! 3 (Fack ju Göhte 3), regia di Bora Dağtekin (2017)

## Doppiatrici italiane
- Veronica Puccio in Fuck you, prof!, Fuck you, prof! 2
- Gaia Bolognesi in Squadra Speciale Cobra 11